# Eupetes
Eupetes is een geslacht van zangvogels uit de familie Eupetidae. De enige soort:
- Eupetes macrocerus – Ralbabbelaar